# 684
684 (DCLXXXIV) var ett skottår som började en fredag i den julianska kalendern.

## Händelser

### Januari
- 10 januari – K'inich Kan B'alam II tillträder som ledare för Mayagruppen Palenque.

### Juni
- 26 juni – Sedan påvestolen har stått tom i ett år väljs Benedictus II till påve.

### September
- 7 september – En stor komet syns i Japan, vilket är Japans äldsta noterade observation av Halleys komet).

### November
- 13 november – Kejsar Temmu inför åtta titlar för åtta klasser (Yakusa-no-kabane) i Japan.
- 26 november – En stor jordbävning slår mot Japan. Människor, hus, tempel, helgedomar och husdjur skadas svårt.

### Okänt datum
- Wu Ze Tian kommer till makten i Kina.
- Ummayadkalifen Muawiya II efterträds av Marwan I.

## Födda
- Gao Lishi, kinesisk befattningshavare och domstolseunuck (död 762)
- Tachibana no Moroe, japansk prins och minister (död 757)

## Avlidna
- Luo Binwang, kinesisk poet och befattningshavare (född kring 640)
- Li Xian
- 30 november – Pei Yan, kinesisk kansler av Tangdynastin